# Pierre-André-Antoine Marquis
Pierre-André-Antoine Marquis, francoski general, * 1877, † 1941.